# Пхутта, Агата
Агата Пхутта (1881 г., Таиланд — 16.12.1940 г., Сонгхон, провинция Мукдахан, Таиланд) — блаженная Римско-Католической Церкви, мученица.

## Биография
В 1902 году в возрасте 21 года Пхутта приняла крещение с именем Агата.
В 1940—1944 годах Таиланд находился в состоянии войны с французским Индокитаем. 25 декабря 1940 года местная полиция арестовала Агату Пхутту и обвинила её в шпионаже в пользу Франции. 26 декабря она вместе с другими шестью арестованными католиками была расстреляна.

## Прославление
22 декабря 1989 года Римский папа Иоанн Павел II причислил Агату Пхутту к лику блаженных в составе группы семи таиландских мучеников.
День памяти в Католической Церкви — 16 декабря.